# Jocketa

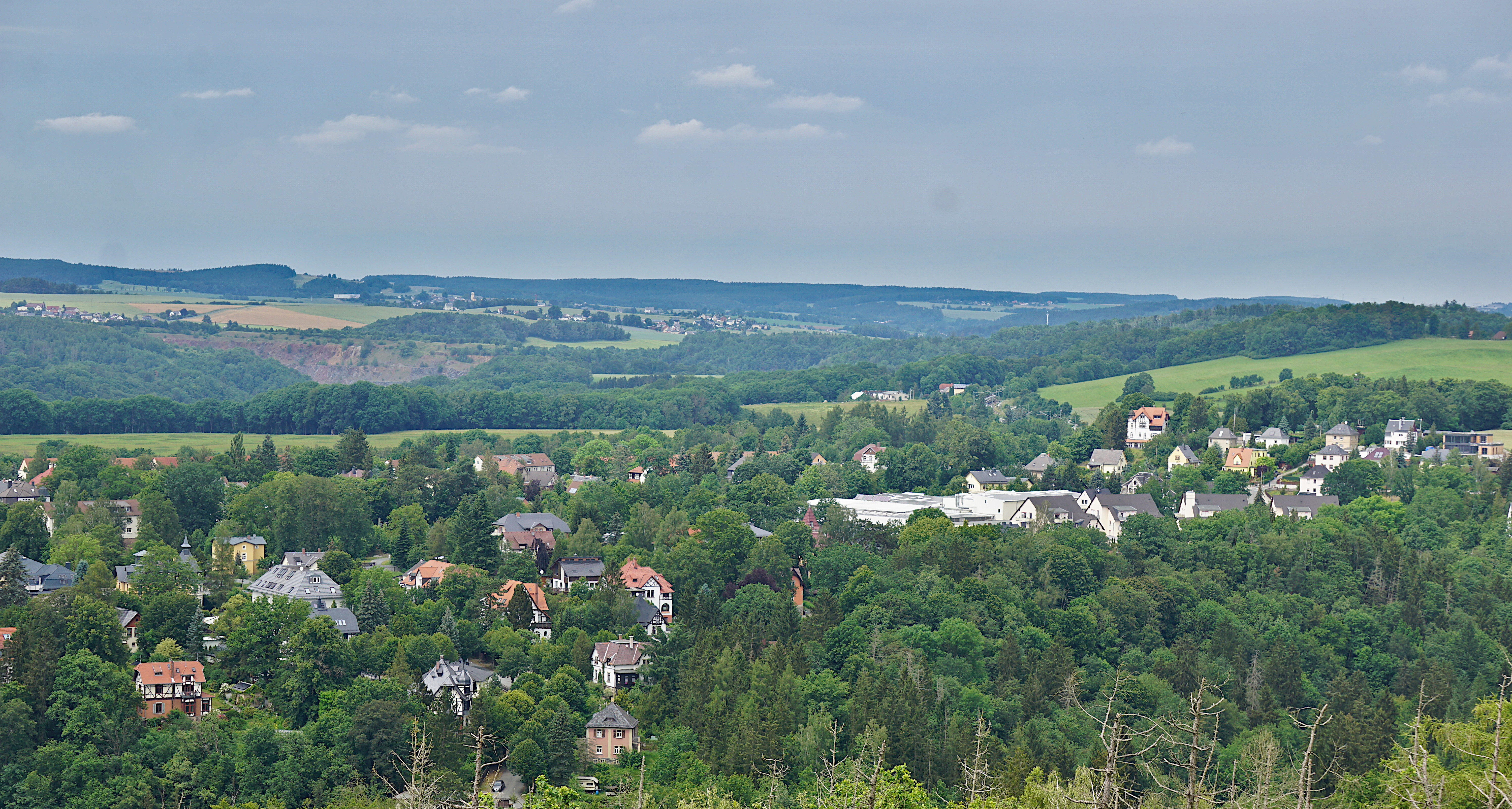
Jocketa vom Mosen-Turm aus gesehen

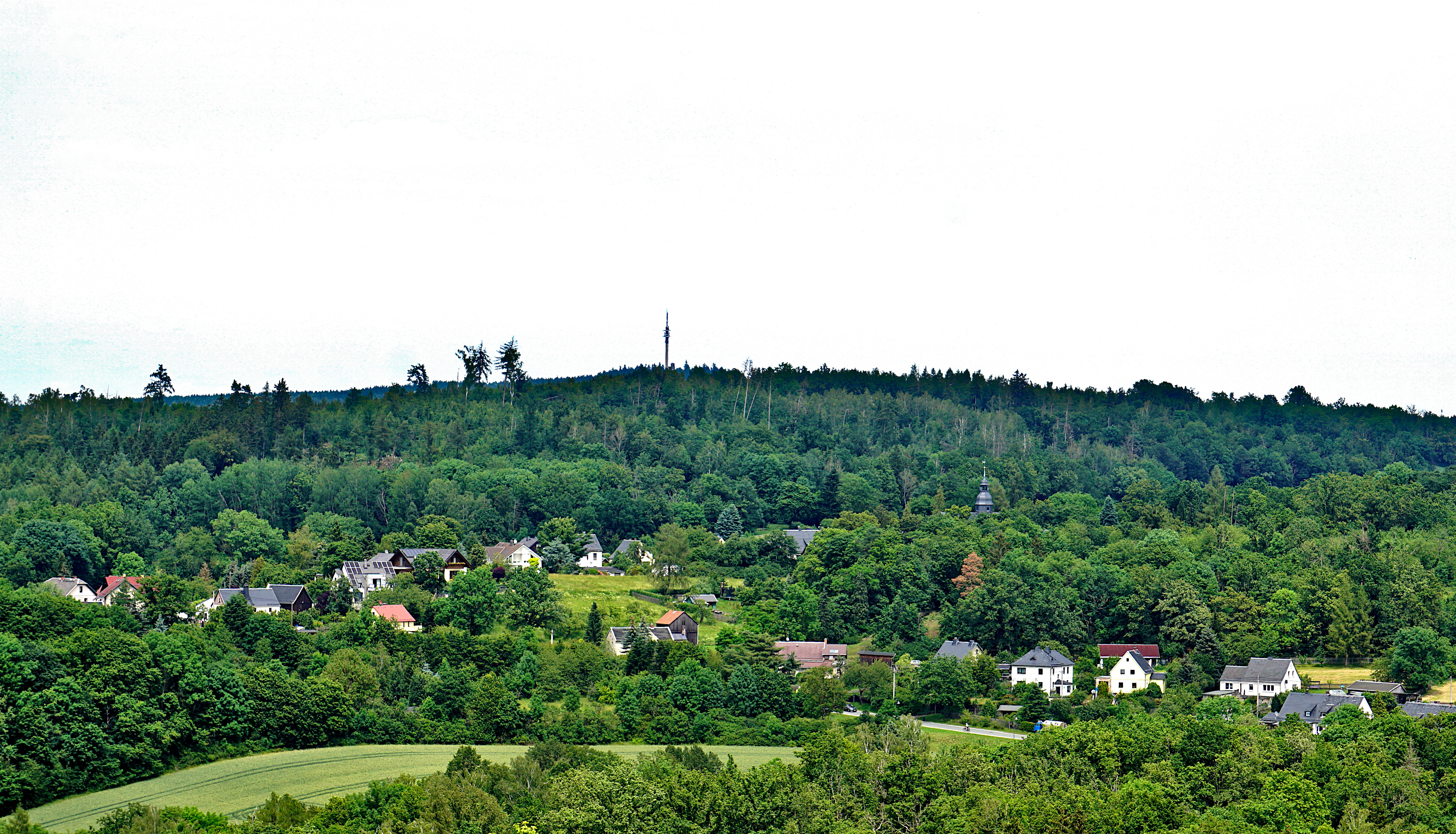
Alt-Jocketa

Jocketa ist ein Ortsteil der Gemeinde Pöhl im Vogtlandkreis (Freistaat Sachsen). Mit dem Bau der Talsperre Pöhl im Jahr 1961 erfolgte der Abriss des historischen Orts Pöhl und der Ausbau des Nachbarorts Jocketa. Am 1. Januar 1994 schloss sich die Gemeinde Jocketa mit den Gemeinden Ruppertsgrün, Helmsgrün, Möschwitz und Herlasgrün zur neuen Gemeinde Pöhl zusammen. Der Ort Jocketa bildet seitdem den Kernort der Gemeinde Pöhl mit dem Gemeindeamt.

## Geografie

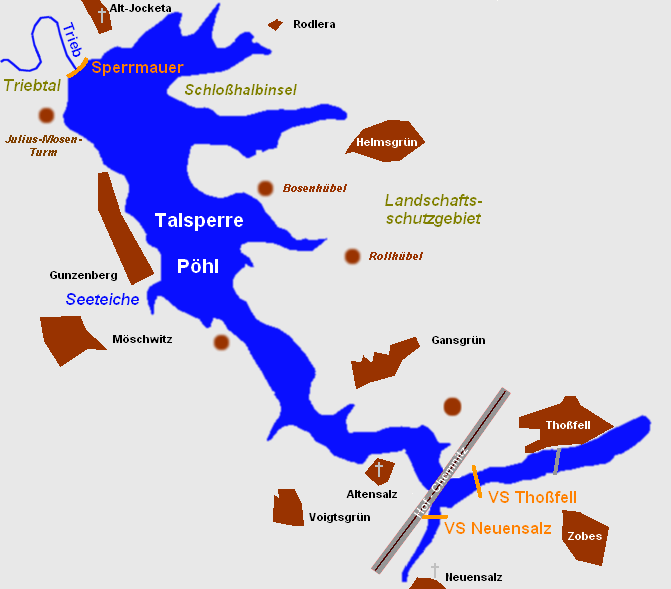
Lage von Jocketa an der Talsperre Pöhl

### Lage
Jocketa befindet sich im Zentrum des Naturraumes Vogtland (Vogtländische Schweiz) im sächsischen Teil des historischen Vogtlands. Im Westen wird der Ort von der Weißen Elster begrenzt. Im Südosten von Jocketa liegt die Talsperre Pöhl, in welcher die Trieb aufgestaut wird. Die Trieb wiederum mündet im Süden von Jocketa in die Weiße Elster. Alt-Jocketa befindet sich in der östlichen Ortsflur, während der neue Ortsteil im Zentrum der Flur liegt. Ganz im Westen von Jocketa befindet sich im Tal der Weißen Elster ein Teil der Siedlung Barthmühle.

### Nachbarorte
| Liebau     | Ruppertsgrün                                |                                            |
| Barthmühle | Kompassrose, die auf Nachbargemeinden zeigt | Neudörfel                                  |
| Röttis     | Möschwitz                                   | Pöhl (alte Ortslage, heute Talsperre Pöhl) |

## Geschichte

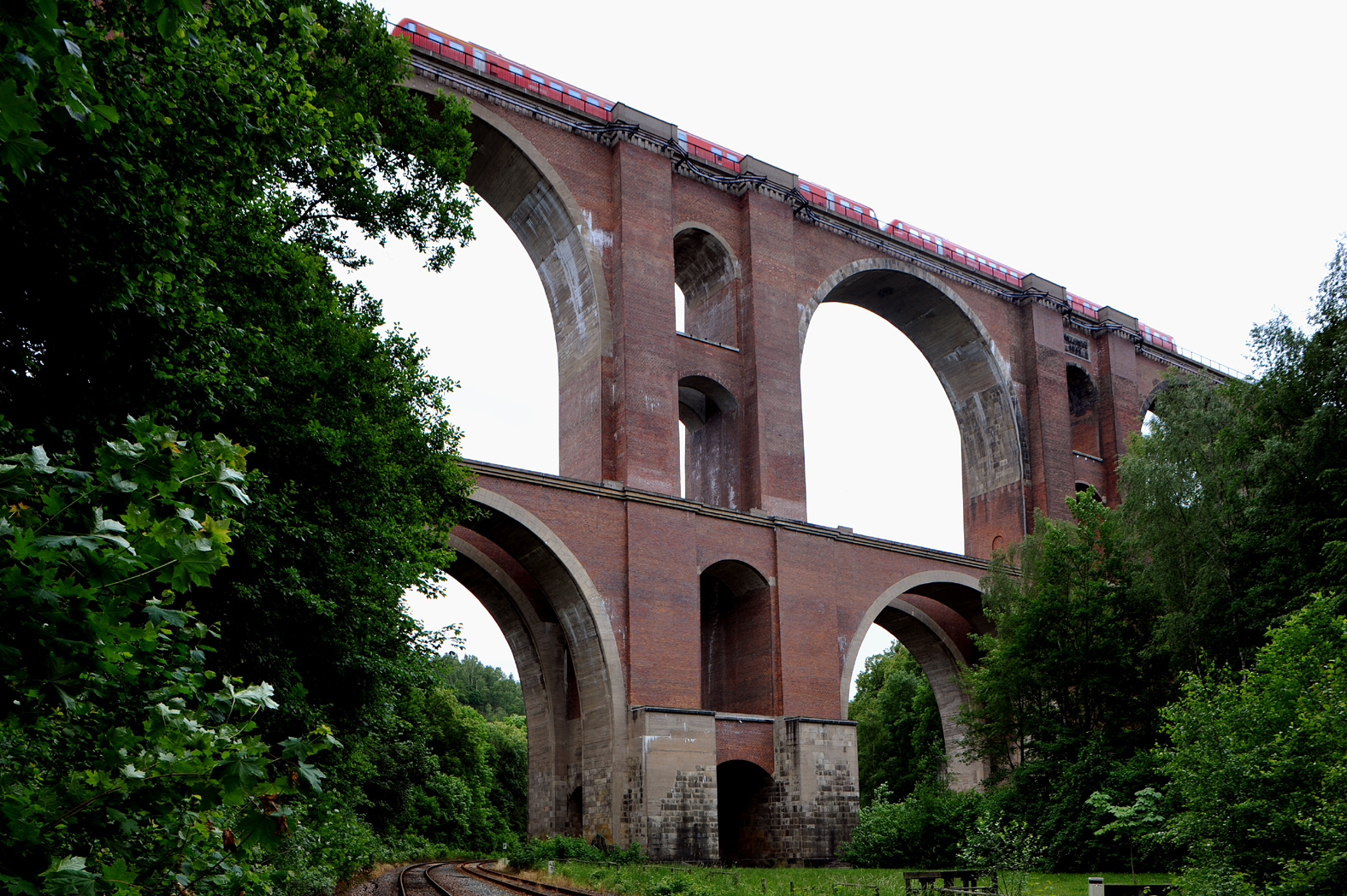
Elstertalbruecke

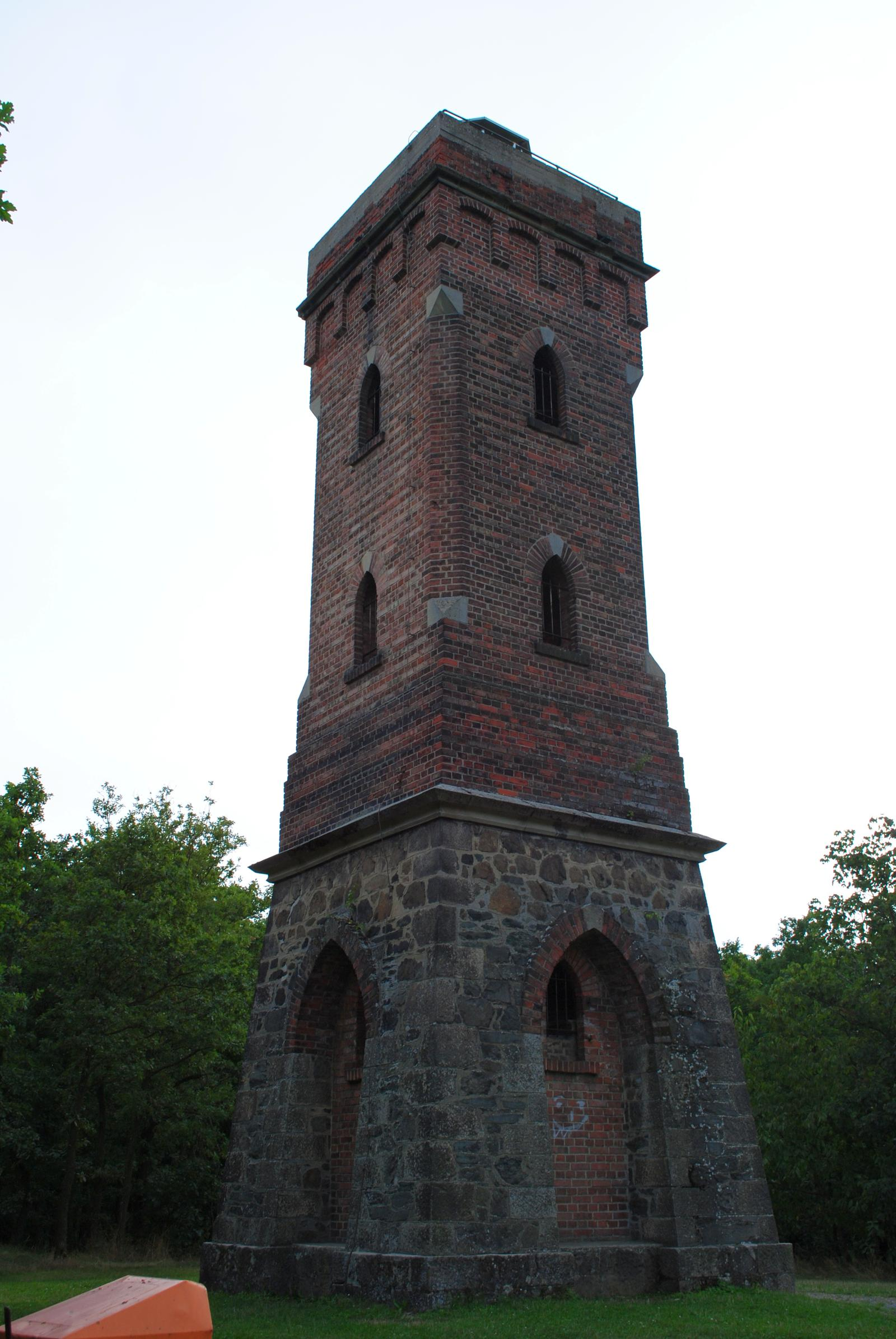
Mosenturm

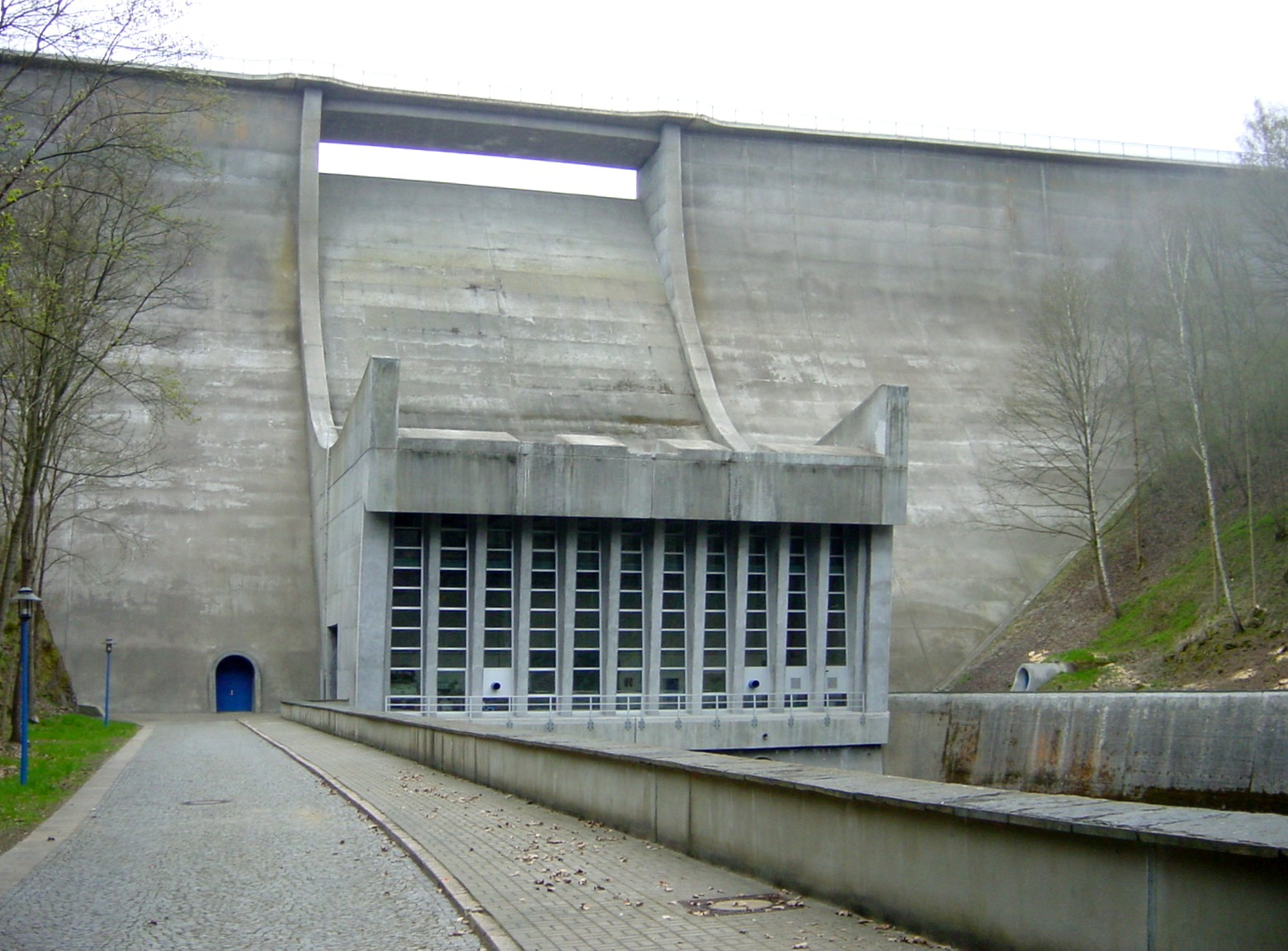
Staumauer der Talsperre Pöhl

Das Waldhufendorf Jocketa wurde im Jahr 1438 erstmals als „Kogte“ erwähnt. Der Ort wurde jedoch schon in der zweiten Hälfte des 12. Jahrhunderts durch fränkische Siedler gegründet. Bezüglich der Grundherrschaft war Jocketa bis ins 19. Jahrhundert zwischen den Rittergütern Ruppertsgrün geteilt. Jocketa lag bis 1856 im kursächsischen bzw. königlich-sächsischen Amt Plauen. 1856 wurde der Ort dem Gerichtsamt Elsterberg und 1875 der Amtshauptmannschaft Plauen angegliedert.
Mit der Eröffnung des Abschnitts Reichenbach–Plauen der Bahnstrecke Leipzig–Hof erhielt Jocketa am 15. Juli 1851 einen Halt, der im Jahr 1905 zum Bahnhof aufgewertet wurde. Die teilweise in der Flur von Jocketa liegende Siedlung Barthmühle im Tal der Weißen Elster erhielt im Jahr 1879 einen Bahnhof an der Bahnstrecke Gera Süd–Weischlitz (Elstertalbahn). Durch die gute Verkehrsanbindung entwickelte sich Jocketa bezüglich der Einwohnerzahl rasant. In diese Zeit fällt auch der Bau des Hotels und Gasthauses „Vogtländische Schweiz“, welches über viele Jahrzehnte hinweg einen bedeuteten Ruf als Ausflugsgaststätte genoss. Zu Beginn des 20. Jahrhunderts verlegten zahlreiche wohlhabende Unternehmer aus Plauen ihren Wohnort nach Jocketa, wodurch im Ort viele Villen entstanden. Im Jahr 1950 erhielt Jocketa eine Gemeindebücherei, ein Jahr später ein Kinderheim.
Mit der zweiten Kreisreform in der DDR kam die Gemeinde Jocketa im Jahr 1952 zum Kreis Plauen-Land im Bezirk Chemnitz (1953 in Bezirk Karl-Marx-Stadt umbenannt), der ab 1990 als sächsischer „Landkreis Plauen“ fortgeführt wurde und 1996 im Vogtlandkreis aufging.
Durch den Bau der Talsperre Pöhl zwischen 1958 und 1964 entstanden in Jocketa zahlreiche neue Gebäude, u. a. eine neue Schule und Wohnungen für die aus der Gemeinde Pöhl ausgesiedelten Personen. Im Jahr 1961 wurde der im Staubereich der neuen Talsperre liegende Nachbarort Pöhl als Gemeinde aufgelöst und in die Gemeinde Jocketa eingegliedert. Die Gebäude von Pöhl einschließlich des Schlosses und der durch Brandstiftung zerstörten Pöhler Kirche wurden bis auf die Grundmauern abgetragen. In Jocketa entstand im Gegenzug im Jahr 1965 an der Straße nach Neudörfel eine neue Kirche. Bereits vorher wurde im Ort ein neuer Friedhof angelegt, in den die Verstorbenen aus dem Pöhler Friedhof umgebettet wurden. Der Maschinenbaubetrieb Heinz Lehmann aus Pöhl verlagerte seine Produktion nach Jocketa. Zwischen 1967 und 2016 besaß Jocketa, mit einer kleinen Unterbrechung nach 1990, das Prädikat als staatlich anerkannter Erholungsort.
Die Gemeinde Jocketa mit ihren Ortsteilen Barthmühle, Trieb und Neudörfel schloss sich im Zuge der Gemeindereform im Freistaat Sachsen am 1. Januar 1994 mit den Gemeinden Helmsgrün, Herlasgrün, Ruppertsgrün und Möschwitz zur neuen Gemeinde Pöhl zusammen. Nach der Wende schlossen die bekannten Gaststätten „Vogtländische Schweiz“ nahe dem Jocketaer Bahnhof und die Clubgaststätte, welche beide Ende der 1990er Jahre abgerissen wurden. Die Schule von Jocketa wurde aufgrund der hohen Schülerzahl Mitte der 1990er Jahre um eine Etage erweitert. Aufgrund sinkender Schülerzahlen wurde die Mittelschule Jocketa im Jahr 2005 geschlossen, so dass der Ort seitdem nur noch eine Grundschule besitzt. In den Jahren 1995/96 entstand in Jocketa ein Jugendzentrum.

### Wappen
Die Gemeinde Jocketa führte ein Wappen, das den vogtländischen Löwe beinhaltete.

### Eingemeindungen
| Ehemalige Gemeinde | Datum            | Anmerkung                                                            |
| ------------------ | ---------------- | -------------------------------------------------------------------- |
| Neudörfel          | 27. Februar 1964 | Eingemeindung nach Jocketa                                           |
| Pöhl (alter Ort)   | 1. August 1961   | Auflösung aufgrund des Talsperrenbaus und Eingemeindung nach Jocketa |
| Trieb              | 1. Januar 1974   | Eingemeindung nach Jocketa                                           |

Bartmühle und Rentzschmühle sind auf die Fluren mehrerer Orte aufgeteilt, daher werden sie in der Übersicht nicht berücksichtigt.

## Sehenswürdigkeiten
- Talsperre Pöhl mit Staumauer, Fahrgast-Schifffahrt und Kletterwald
- Julius-Mosen-Turm in der Nähe der Staumauer
- Elstertalbrücke, zweitgrößte Ziegelsteinbrücke der Welt
- Vogtländische Schweiz

## Verkehr

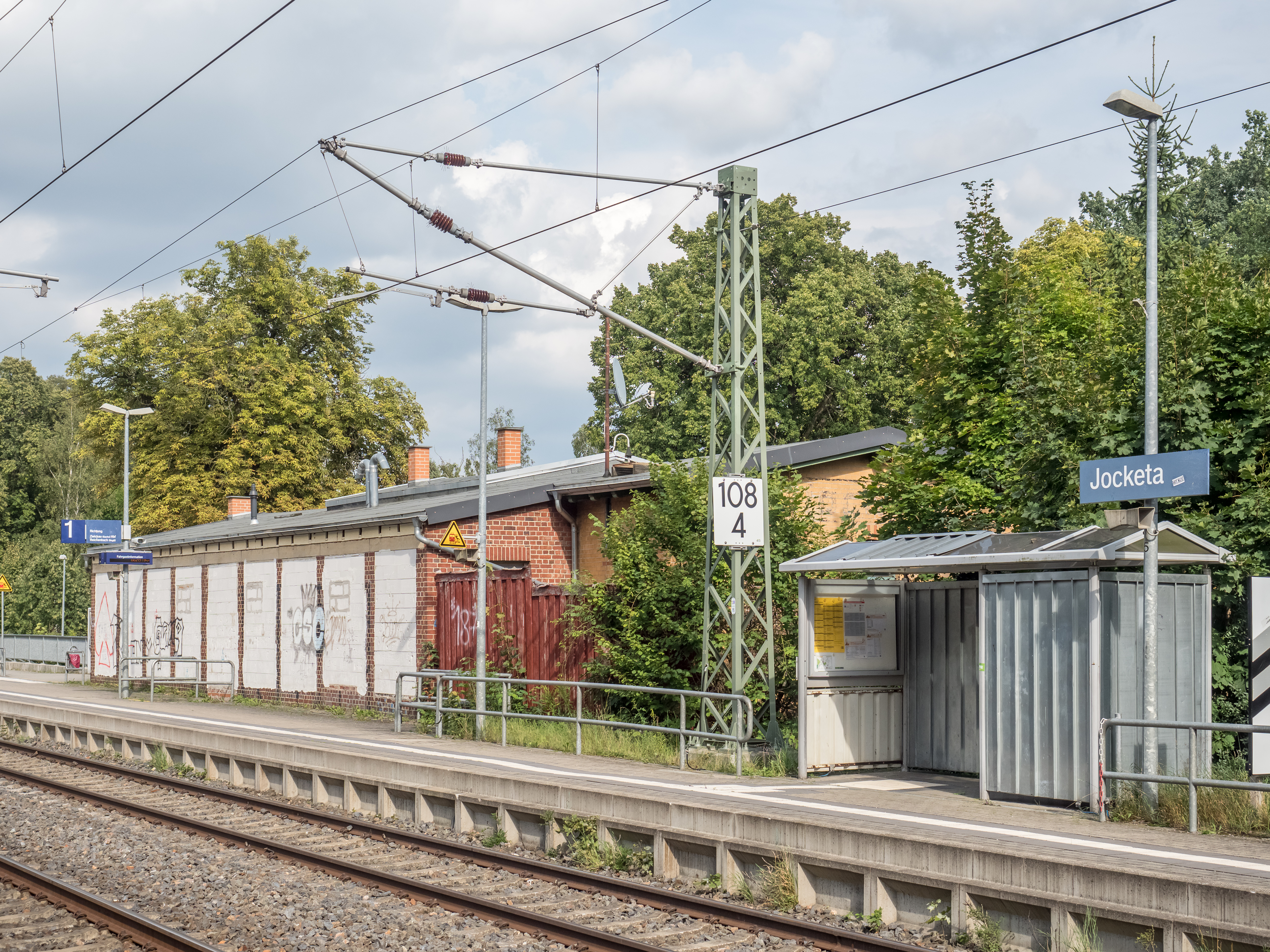
Haltepunkt Jocketa

Jocketa hat einen Haltepunkt an der Bahnstrecke Leipzig–Hof. Dieser wird von der Vogtlandbahn mit der RB 2 (Zwickau – Plauen – Cheb) und der RB 5 (Mehltheuer – Plauen – Falkenstein – Sokolov) bedient. Südwestlich des Orts befindet sich die Elstertalbrücke. Im Nachbarort Barthmühle befindet sich in der Flur von Jocketa ein Bahnhof der Bahnstrecke Gera Süd–Weischlitz (Elstertalbahn).
Jocketa ist außerdem mit zwei vertakteten RufBus-Linien des Verkehrsverbunds Vogtland erschlossen. Die Linie 74 verkehrt von Plauen über Möschwitz, Jocketa und Helmsgrün nach Thoßfell. In Plauen besteht Anschluss zur Straßenbahn und zum Regional-Express Dresden–Hof sowie in Thoßfell zur TaktBus-Linie 63. In der Sommersaison verkehrt dieser Bus als feste Linie ohne Voranmeldung. Die Linie 76 beginnt in Möschwitz und führt über Jocketa, Ruppertsgrün und Herlasgrün zum Gewerbegebiet Treuener Höhe.

## Persönlichkeiten
- Ernst-Otto Richter (1896–1966), Opernsänger (Bariton)